# Gare d'Édimbourg-Waverley
La gare d'Édimbourg-Waverley (en anglais: Edinburgh Waverley) est la principale gare ferroviaire de la capitale écossaise Édimbourg. C'est la seconde plus grande gare du Royaume-Uni, derrière la gare de Waterloo, à Londres.
Il s'agit d'une des 19 gares exploitées par Network Rail.

## Situation ferroviaire
La gare d'Édimbourg-Waverley est située sur un axe est-ouest à l'échelle de la ville d'Édimbourg, qui sépare la vieille ville de la nouvelle. Mais à un niveau national, c'est une gare d'importance capitale dans l'axe nord-sud. Waverley est considérée comme le terminus nord de la East Coast Main Line, qui entre dans Édimbourg par l'est. Plusieurs lignes arrivent à Waverley par l'ouest, dont le prolongement nord de la East Coast Main Line vers Aberdeen. De nombreuses lignes partent vers l'ouest en direction de Glasgow.
La gare de Waverley en elle-même dispose de voies continues ainsi que d'un nombre important de voies terminus pour les services ScotRail qui arrivent par le nord et l'ouest.

## Histoire

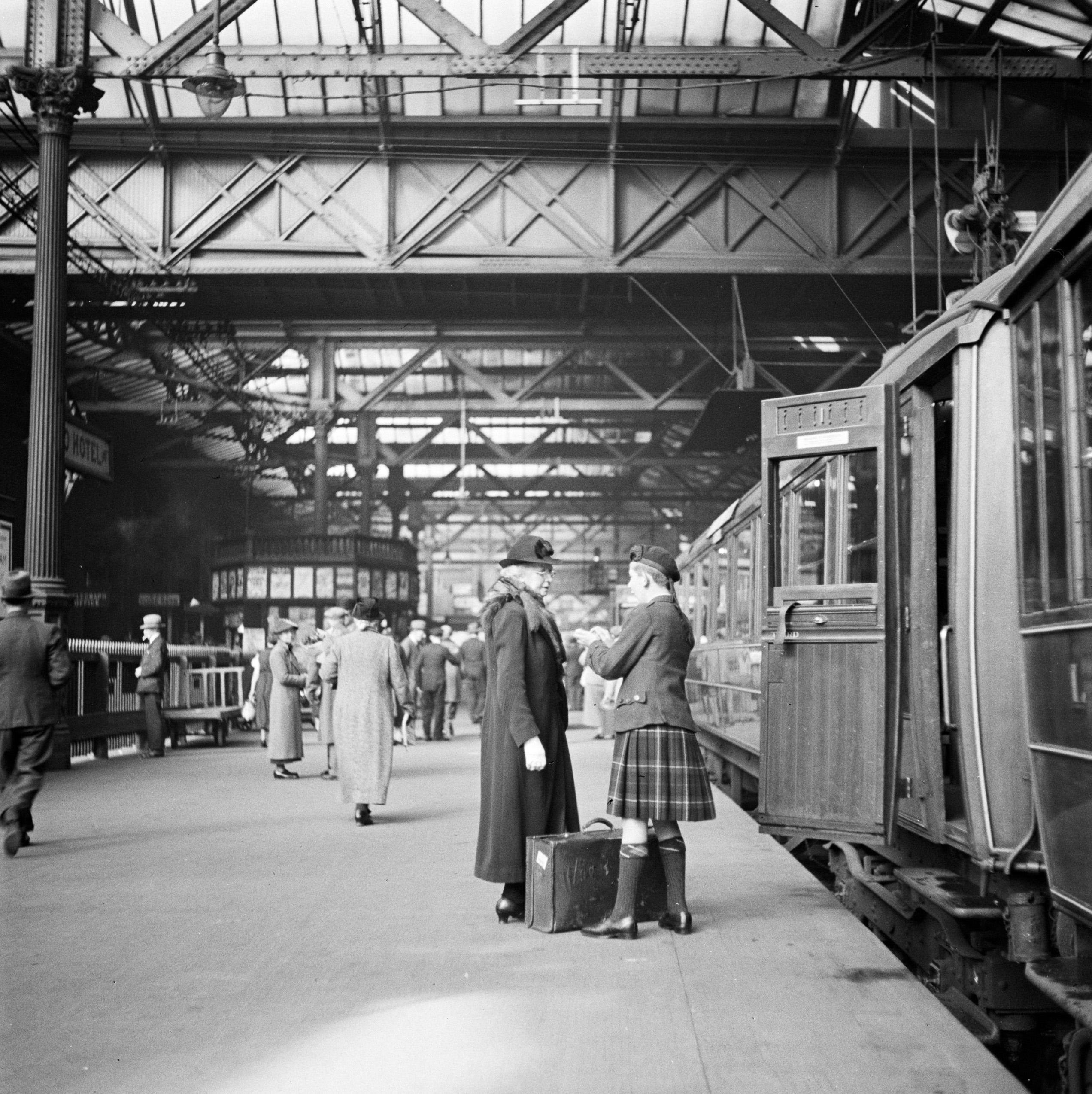
Voyageurs sur un quai de la gare en 1934. Photographie : Willem van de Poll.
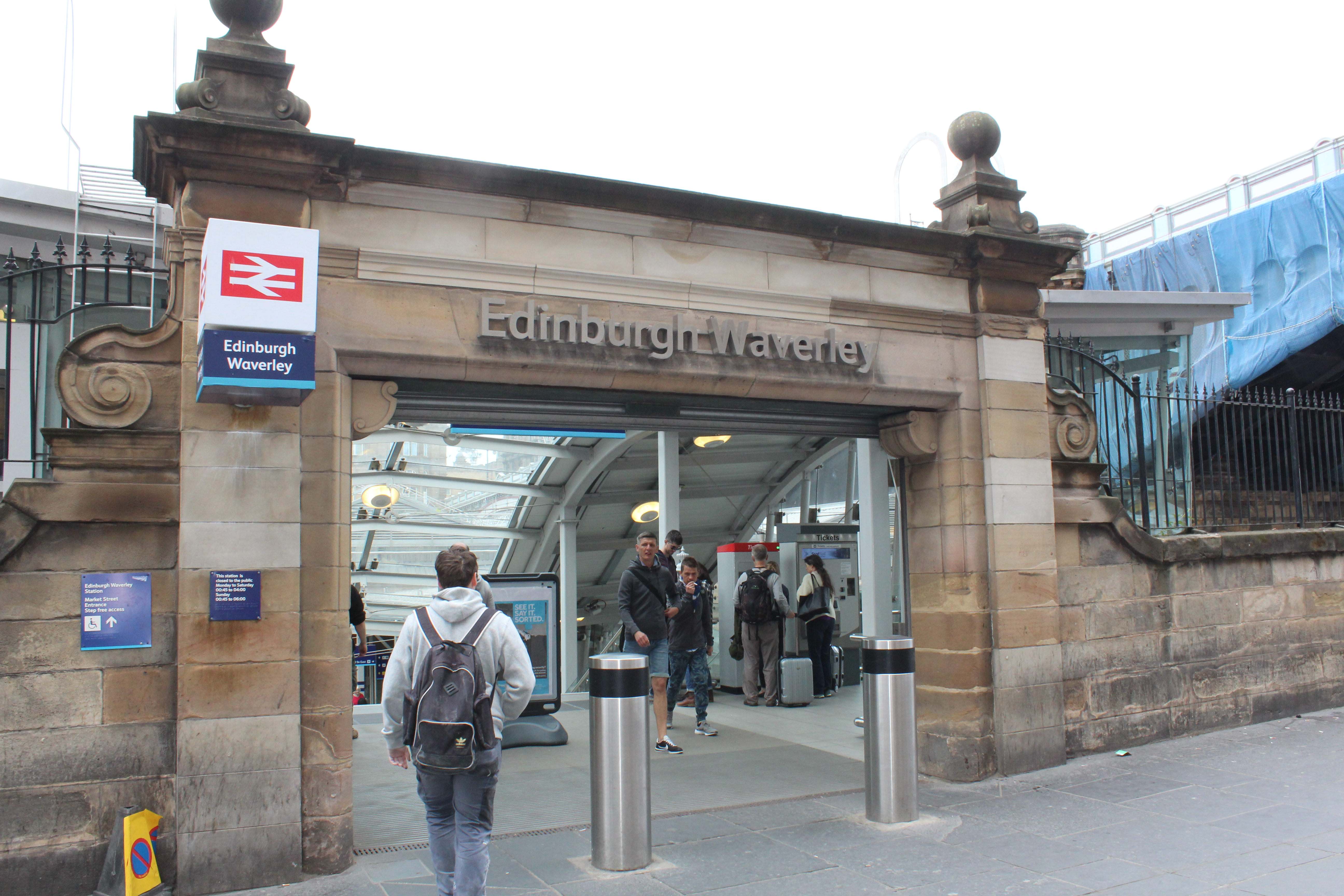
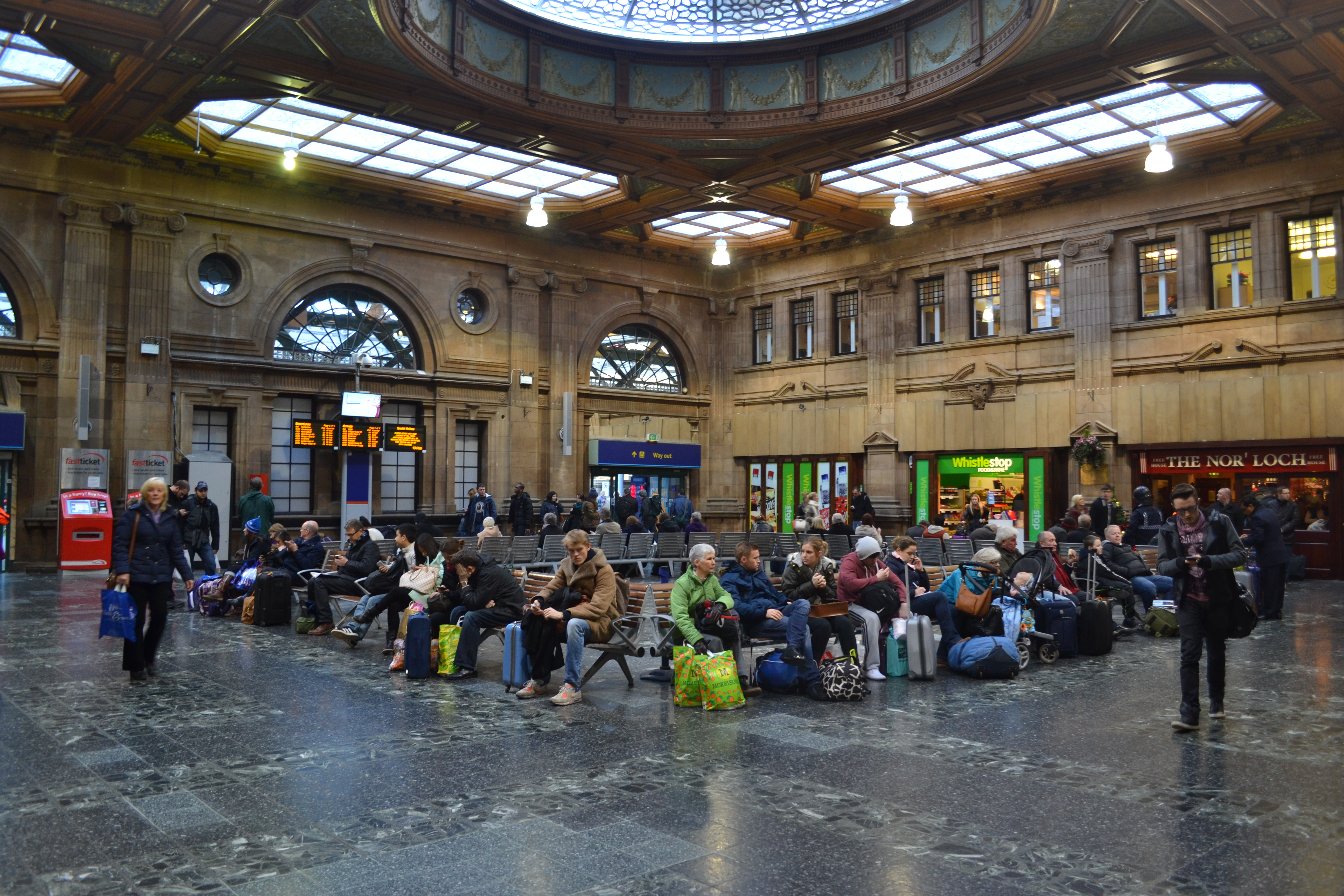
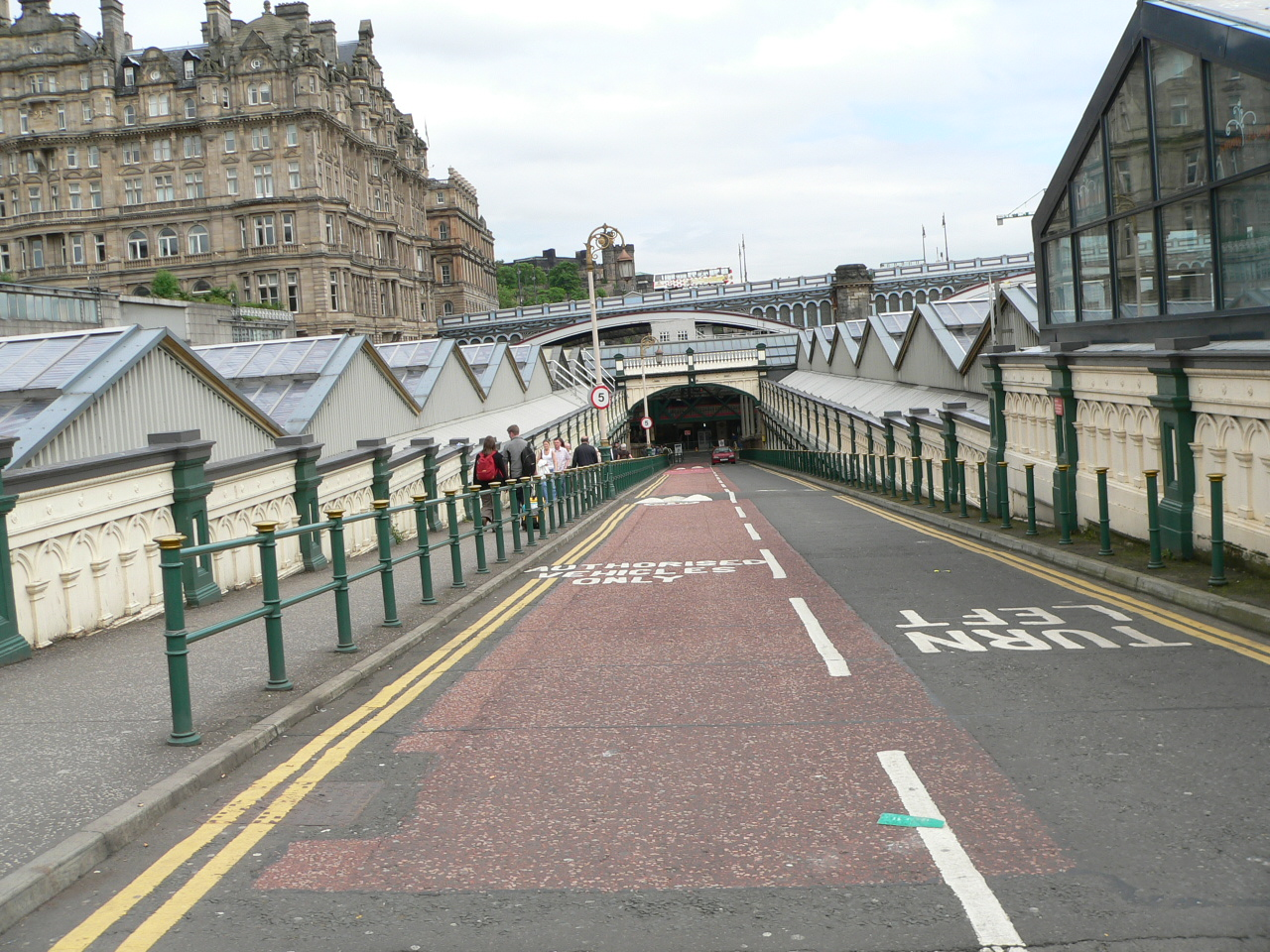
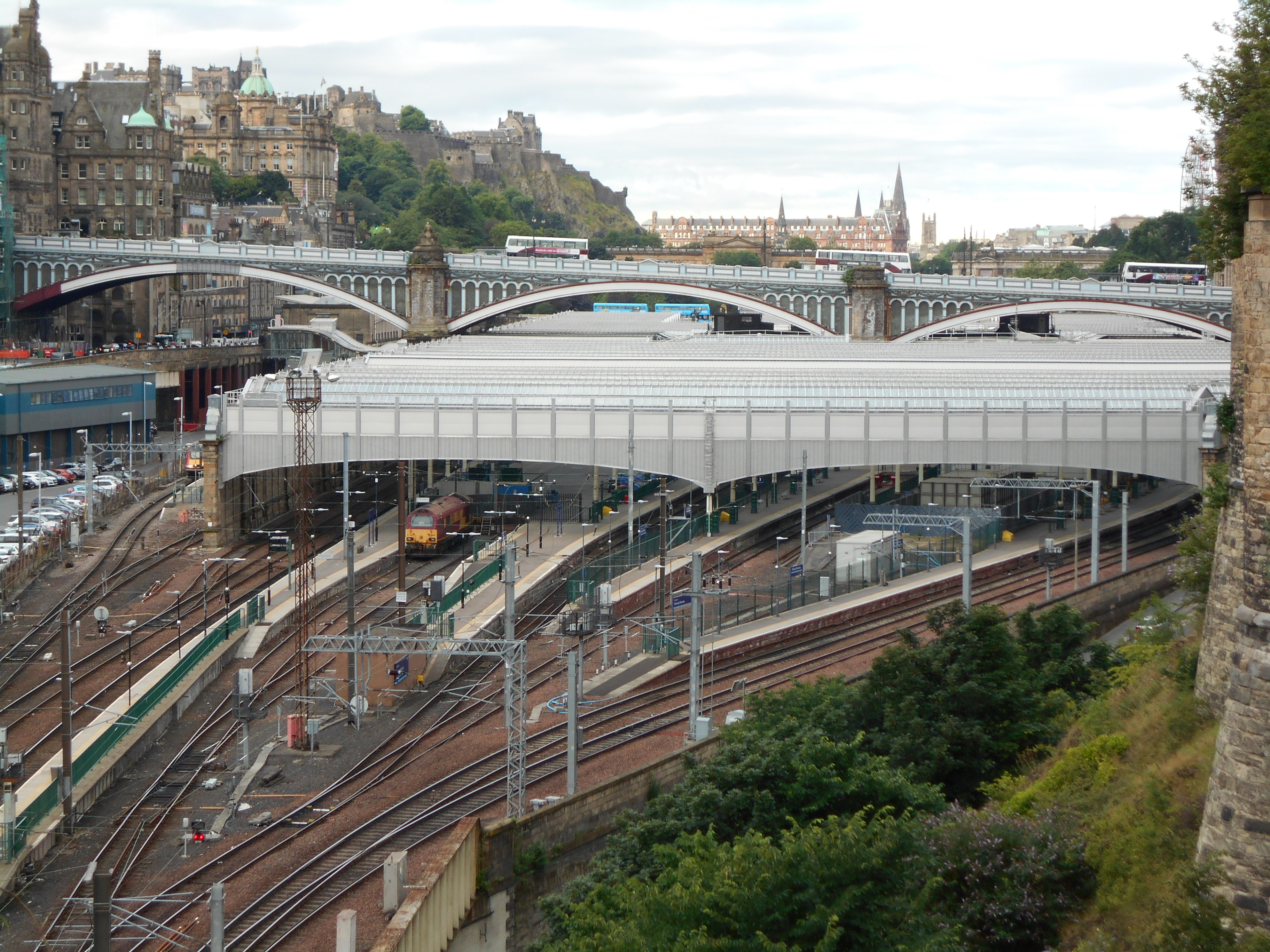
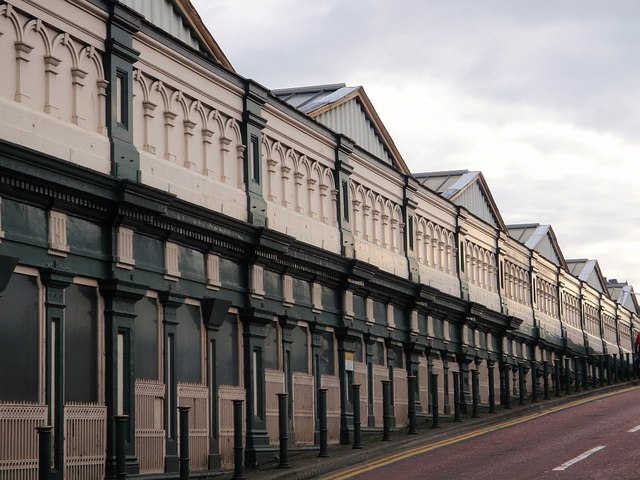

## Service des voyageurs

### Desserte
La gare d'Édimbourg Waverley est une des gares principales du réseau écossais, et est également très bien connectée au reste du Royaume-Uni. Elle est ainsi desservie par de nombreux services et compagnies ferroviaires.

#### Services nationaux (Royaume-Uni)
- London North Eastern Railway à destination de Londres-King's Cross via Newcastle, York (25 A/R quotidiens).
- Avanti West Coast à destination de Londres-Euston via Birmingham-New Street.
- CrossCountry à destination de Penzance, Plymouth et Reading via York, Leeds, Birmingham-New Street.
- TransPennine Express à destination de l'aéroport de Manchester via le centre de Manchester.
- Trains de nuit Caledonian Sleeper à destination de Londres-Euston.

#### Services régionaux (Écosse)
Tous les services régionaux sont opérés par ScotRail.
- Plusieurs services à destination de Glasgow-Queen Street et Glasgow-Central. Le service le plus rapide est à destination de Queen Street via Linlithgow et Falkirk et est opéré tous les quarts d'heure.
- Des services réguliers à destination de Dundee et Aberdeen (chaque heure ou demi-heure).
- Des services réguliers à destination d'Inverness.
- Des services péri-urbains à destination de North Berwick et Tweedbank.
- Des services plus rares à destination de Ayr.

### Intermodalité
La gare étant située dans une vallée, il n'y a pas de correspondance au même niveau, à part les taxis. Il faut remonter au niveau de la rue pour accéder à de nombreuses correspondances:
- Sur la rue principale Princes Street, des dizaines de bus locaux (des compagnies Lothian Buses ou First) sont à proximité.
- La navette de bus Airlink pour l'aéroport d'Édimbourg.
- Le tramway d'Édimbourg, également pour l'aéroport d'Édimbourg, s'arrête à proximité, à la station St Andrew Square.
- La gare routière d'Édimbourg se situe à proximité de la station de trams. De nombreuses lignes de bus grandes lignes y ont leur terminus et desservent de nombreuses destinations en Écosse et à travers le Royaume-Uni.